# Künstlerhaus

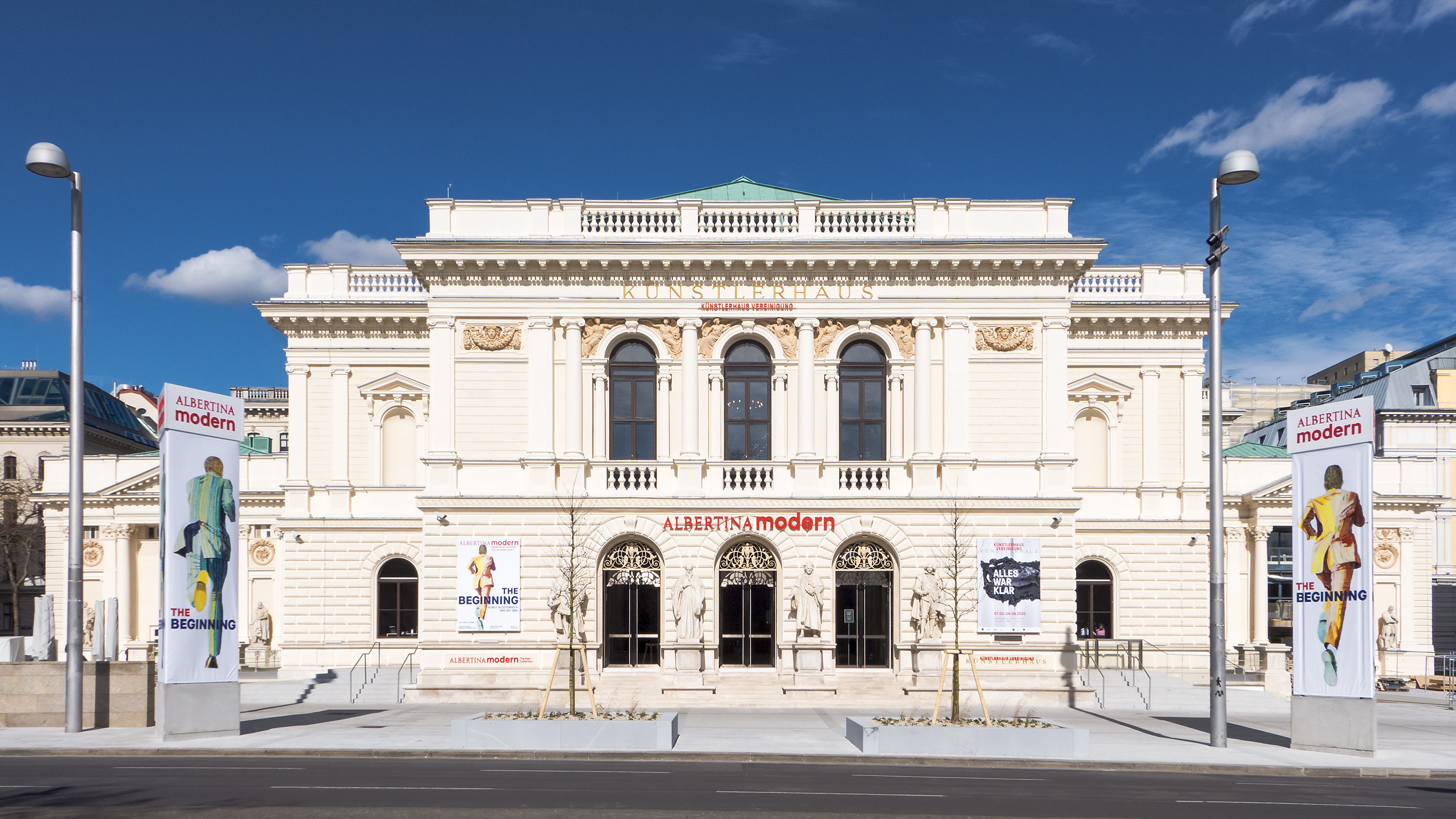
Künstlerhaus

Het Künstlerhaus, gebouwd in 1868, is de zetel van de oudste kunstenaarsvereniging in Wenen, de Vereniging van Oostenrijkse kunstenaars. Het is gelegen aan de Karlsplatz, vlak bij de Ringstraße.
Het gebouw is gebouwd tussen 1865 en 1868 en doet sindsdien dienst als tentoonstellingsruimte. De Haselsteiner Familien-Privatstiftung is sinds 2015 de meerderheidsaandeelhouder, de minderheid behoort nog steeds tot de Oostenrijkse Vereniging van Beeldende Kunstenaars. Sinds 1949 is er een bioscoop in de westelijke zijvleugel en van 1974 tot 2017 was er een theater in de oostelijke vleugel, dat ook werd gebruikt door de Wiener Festwochen.
In de jaren 2016 tot 2020 is de woning geheel gerenoveerd. De voormalige textielfabriek Altmann'sche in Wenen-Margareten deed dienst als alternatief onderkomen. De heropening vond plaats op 6 maart 2020. Het Künstlerhaus Vereinigung toont nu werken van hun kunstenaars op de bovenverdieping. De Albertina modern toont haar tentoonstellingen op de begane grond en in de kelder.

## Weblinks
- Wiener Künstlerhaus